# کپولان
شهر کپولان (به فرانسوی: Kapellen) در شهرستان آنتوئر در استان آنتوئر در منطقه فلاندری در کشور بلژیک واقع شده‌است.